# Mickey Cohen

Mickey Cohen

Meyer Harris „Mickey“ Cohen (* 4. September 1913 in Brownsville im Stadtteil Brooklyn von New York City; † 29. Juli 1976 in Los Angeles) war ein US-amerikanischer Mobster und Profiboxer.
Cohen wird der Kosher Nostra zugerechnet. Er war vor allem in Los Angeles von den 1930er bis in die 1970er Jahre aktiv; bekannt wurde er durch seine Zusammenarbeit mit Bugsy Siegel beim Aufbau des Hotel-Kasinos Flamingo in Las Vegas. Mit diesem Projekt begann die Investition von Mafiageldern in das Glücksspielgeschäft, das in Nevada im Gegensatz zu anderen Bundesstaaten der USA nicht verboten war.

## Leben

### Frühe Jahre
Meyer Harris Cohen wurde 1913 – auf seinem Grabstein ist allerdings das Jahr 1914 eingraviert – als sechstes Kind ukrainisch-jüdischer Emigranten in Brooklyn geboren. Seine Mutter Fanny Cohen war aus Kiew kommend nach New York City ausgewandert; sein Vater war Fabrikarbeiter und starb zwei Monate nach seiner Geburt. Die Familie zog mit Mickey und seiner Schwester Lillie irgendwann zwischen 1916 und 1919 nach Los Angeles, wo sie in der damaligen jüdischen Gemeinde in „Boyle Heights“ ein kleines Lebensmittel- und Drogeriegeschäft eröffnete; der Rest der Familie folgte später. Im Alter von sechs Jahren verkaufte Mickey auf der Straße Zeitungen, aber sein Bruder Harry (genannt Louie) zog ihn bald von dieser Position ab. Beide Brüder gingen dann illegalen Tätigkeiten nach; ihr Bruder Sam Cohen entwickelte sich später zu einem gläubigen, orthodoxen Juden.
Bereits 1923, während der Zeit der Prohibition, verkaufte der neunjährige Mickey Alkohol, den sein älterer Bruder im Laden seiner Mutter hergestellt hatte. Mickey wurde noch im gleichen Jahr verhaftet, verriet seinen Bruder aber nicht.

### Boxen
Als seine Mutter wieder heiratete, lief der Teenager Cohen davon und siedelte sich – 19 Jahre alt – in Cleveland in Ohio an, wo er sich als Boxer versuchte und sich an illegalen Preiskämpfen in Los Angeles beteiligte.
Sein erster Profikampf fand am 8. April 1930 gegen Patsy Farr in Cleveland statt. Es handelte sich um einen Vorkampf beim angesetzten Hauptkampf von Paul Pirrone gegen Jimmy Goodrich.
Möglicherweise nahm er als Profi-Boxer sogar an Kämpfen an der Ostküste der USA teil; d. h. auf dem Weg nach Osten bestritt er Kämpfe entlang der Bahnstrecke. Am 12. Juni 1931 fand ein Kampf zwischen ihm und dem Federgewichter Tommy Paul in New York City statt, den er nach bereits 2:20 Minuten der ersten Runde durch Knockout verlor.
Am 8. April 1933 boxte er gegen Chalky Wright in Los Angeles und verlor; danach wurde er in der Los Angeles Times fälschlicherweise als Mickey Cohen aus Denver bezeichnet. Seinen letzten Kampf bestritt er am 14. Mai 1933 gegen Baby Arizmendi in Tijuana im mexikanischen Bundesstaat Baja California.
Danach beendete er seine Boxkarriere. Seine offizielle Bilanz lautet 76 Siege, 26 Niederlagen und 16 Unentschieden. Auch nach seiner Sportkarriere blieb Cohen Nichtraucher und trank keinen Alkohol.

### Kriminelle Karriere

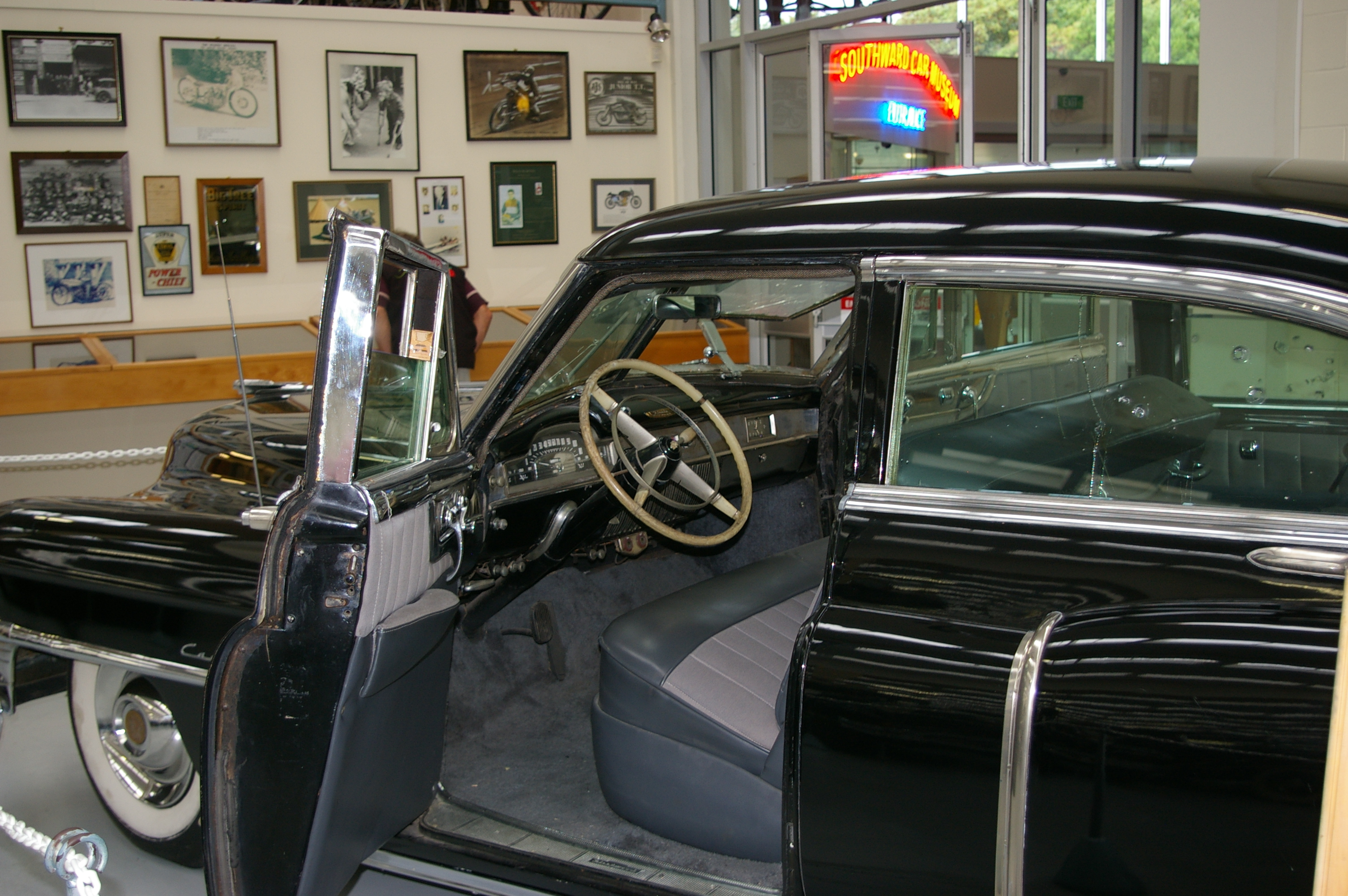
Durch Schüsse beschädigte Seitenscheibe an Cohens Cadillac

In Cleveland hatte er Lou Rothkopf, der in Beziehung zum Mobster Moe Dalitz stand, kennengelernt. Cohen übersiedelte dann nach New York und arbeitete für Tommy Dioguardi, den Bruder von Johnny Dio, sowie für Owney Madden. Schließlich ging Cohen nach Chicago, wo er in das legale und illegale Glücksspiel einstieg, das vom Chicago Outfit unter Al Capone kontrolliert wurde.
Während der Alkoholprohibition war Cohen als „enforcer“ (engl. Durchsetzer) für das Outfit tätig und wurde wegen seiner Rolle beim Tod zahlreicher Gangster nach einem Kartenspiel, das offenbar außer Kontrolle geraten war, verhaftet. Cohen blieb weiter beim Karten- und Glücksspiel und arbeitete später mit Mattie Capone, dem jüngsten Bruder von Al Capone zusammen. Da er auf diese Weise auch mit Jake Guzik verbunden war, musste er schließlich Chicago verlassen, als es zu einem Konflikt mit rivalisierenden Spielern kam. Auf Mickey Cohen selbst war auf offener Straße gezielt geschossen worden.
Er kehrte nach Cleveland zurück und nahm seinen Kontakt mit Lou Rothkopf wieder auf, der außerdem gute Kontakte zu Meyer Lansky und Bugsy Siegel unterhielt. Rothkopf arrangierte die Zusammenarbeit mit Bugsy Siegel in Kalifornien, nachdem Siegel New York verlassen hatte. Beide entwickelten den Nebenstandort Westen zu einem lukrativen, millionenschweren Geschäft aus Drogen-, Glücksspiel- und Gewerkschaftskriminalität für die Gangster der Ostküste.

### Continental Press
Mit Hilfe seiner Kumpel Meyer Lansky, Bugsy Siegel und Jack Dragna errang Gus Greenbaum 1928 im Südwesten die Kontrolle über den „Trans-America Wire Service“, der insbesondere die Ergebnisse der Sportwetten übertrug. Dieses Monopol wollte Carlos Marcello durch die Übernahme der Continental Press komplettieren. James M. Ragen, der diese am 15. November 1939 von Moe Annenberg gekauft hatte, weigerte sich allerdings.
Am 15. August 1946 wurde Ragen ermordet. Dies war ein nicht ganz unriskantes Vorgehen, denn Ragen gehörte zu den Ragen’s Colts und sein Bruder Frank Ragen hatte es sogar zum Polizeichef von Chicago gebracht. Ein Belastungszeuge wurde ermordet und ein anderer verschwand spurlos. In den Mord sollen Dave Yaras, Leonard Patrick, Willie Block, Gus Alex und Strongy Ferraro verwickelt gewesen sein.
Der Trick des Nachrichtenmonopols bestand darin, dass sich die Mobster einen Informationsvorteil verschafften, denn die heutigen Massenmedien, welche die Sportergebnisse sofort veröffentlichten, gab es damals noch nicht.

### Las Vegas
Mickey Cohen war in erster Linie der Bodyguard von Benjamin „Bugsy“ Siegel. Seine Aufgabe war es außerdem, Bugsy Siegel beim Aufbau des Kasinos Flamingo in Las Vegas zu beobachten und zu unterstützen, sowie Sportwetten zu organisieren.
1947 wurde der Tod von Siegel durch das National Crime Syndicate beschlossen, da Siegel die Baukosten überschritten hatte und gleichzeitig vermutet wurde, dass er mit Hilfe seiner Freundin Virginia Hill 2 Mio. US-Dollar (nach heutiger Rechnung fast 26 Mio.) auf ein Nummernkonto in der Schweiz verschoben habe. Der Täter wurde nie ermittelt. Während das Flamingo in Las Vegas von Gus Greenbaum und Moe Sedway übernommen wurde, führte Cohen Siegels Glücksspielaktivitäten in Los Angeles weiter.
Cohen traf sich mit zahlreichen Persönlichkeiten des öffentlichen Lebens und Politikern aus Hollywood. Bis zu seinem Lebensende war Cohen z. B. mit Sammy Davis Jr. befreundet.

### Krieg mit der Dragna-Familie
In späteren Jahren wurde die „Familie“ der Cosa Nostra in Los Angeles von Frank Carbo übernommen, was zunächst keinen Einfluss auf die Geschäftstätigkeit von Cohen hatte. Allerdings war Jack Dragna ein lokaler Boss der Cosa Nostra im Westen, der sich zwar Siegel untergeordnet hatte, aber nicht bereit war, eine ähnliche Dominanz durch Cohen zu akzeptieren.
Auch gegen andere Kosher Nostras wie Moe Sedway und Doc Stacher ging Dragna gewalttätig vor. Auf Cohen wurden zahlreiche Mordanschläge verübt. 1949 wurden zwei Bombenattentate auf sein Haus in der Moreno Avenue in Brentwood verübt. Im Wagen sitzend wurde Cohen beschossen und im August 1949 vor einem Restaurant angegriffen, wobei seine Begleiter – sein damaliger Leibwächter und eine Filmschauspielerin – schwer verletzt wurden. Cohen selbst wurde an der Schulter getroffen. Daraufhin verwandelte Cohen sein Haus in eine Festung mit Flutlicht und Alarmanlagen. Als Bodyguard heuerte er Johnny Stompanato an.
Im Zuge der Ermittlungen gegen die Dragna-Familie, zu der Carbo gehörte, gerieten aber auch Cohens brutale Methoden ins Visier der Ermittler; es existiert auch die These, dass gerade diese Intensität der Ermittlungen des FBI – die Akten dort umfassen heute über 1.755 Seiten – die Mordanschläge ausgelöst haben.
1950 wurde Cohen, wie viele andere Mobster auch, vor die Kefauver Commission geladen. 1952 wurde er wegen Steuerhinterziehung für vier Jahre inhaftiert. Nach seiner Haft avancierte er zu einer internationalen Berühmtheit, da er Gegenstand zahlreicher Zeitungsartikel wurde, er trat z. B. in der Fernsehshow des Journalisten Mike Wallace auf.

### Lana Turner
Cohens Leibwächter Johnny Stompanato war zu seiner Zeit einer der populärsten Playboys in Hollywood. So suchte Frank Sinatra eines Tages Cohen auf, damit jener sich nicht weiter mit seiner Ex-Frau Ava Gardner traf, mit der er weiter befreundet geblieben war. Allerdings soll Gardner selbst eine der zahlreichen Eroberungen von Cohen gewesen sein.
Als Cohen sich auf McNeil Island aufhielt, nutzte Stompanato die freie Zeit, um sich mit der Schauspielerin Lana Turner zu treffen, mit der er eine Affäre begann. Als er bei einem Streit drohte, sie und ihre Tochter Cheryl Crane umzubringen, wurde er 1958 von der minderjährigen Cheryl erstochen. Es kam zu einem Prozess, in dem auch eine mögliche Mitschuld der Mutter geklärt werden sollte. Als Lana Turner freigesprochen wurde, war Mickey Cohen darüber so erbost, dass er aus Rache die Liebesbriefe Turners an die Presse weitergab, um damit eine verleumderische Kampagne auszulösen.

“This is the first time I’ve ever heard of a guy being convicted of his own murder.”

„Das ist das erste Mal von dem ich je gehört habe, dass ein Bursche für seine eigene Ermordung verurteilt wurde.“

### Das Ende
Seine geschäftliche Tätigkeit erstreckte sich auf Blumenläden, Tankstellen, Nachtclubs, Kasinos usw. 1961 wurde er erneut wegen Steuerhinterziehung angeklagt, 1962 zu 15 Jahren verurteilt und zunächst in Alcatraz inhaftiert.
Als Alcatraz geschlossen wurde, kam er nach Atlanta. 1963 griff ihn der Mithäftling Estes McDonald von hinten mit einem Blei- oder Eisenrohr an und traf ihn am Kopf; seitdem war Cohen einseitig gelähmt. Er wurde in das Gefängniskrankenhaus von Springfield (Missouri) verlegt und 1972 freigelassen.
Seine letzten Jahre verbrachte Mickey Cohen verarmt in einer Mietwohnung im Westen von Los Angeles. „Mickey“ Cohen starb 1976 im Schlaf und wurde auf dem Friedhof Hillside Memorial Park Cemetery in Culver City in Kalifornien beerdigt.

## Nachlass

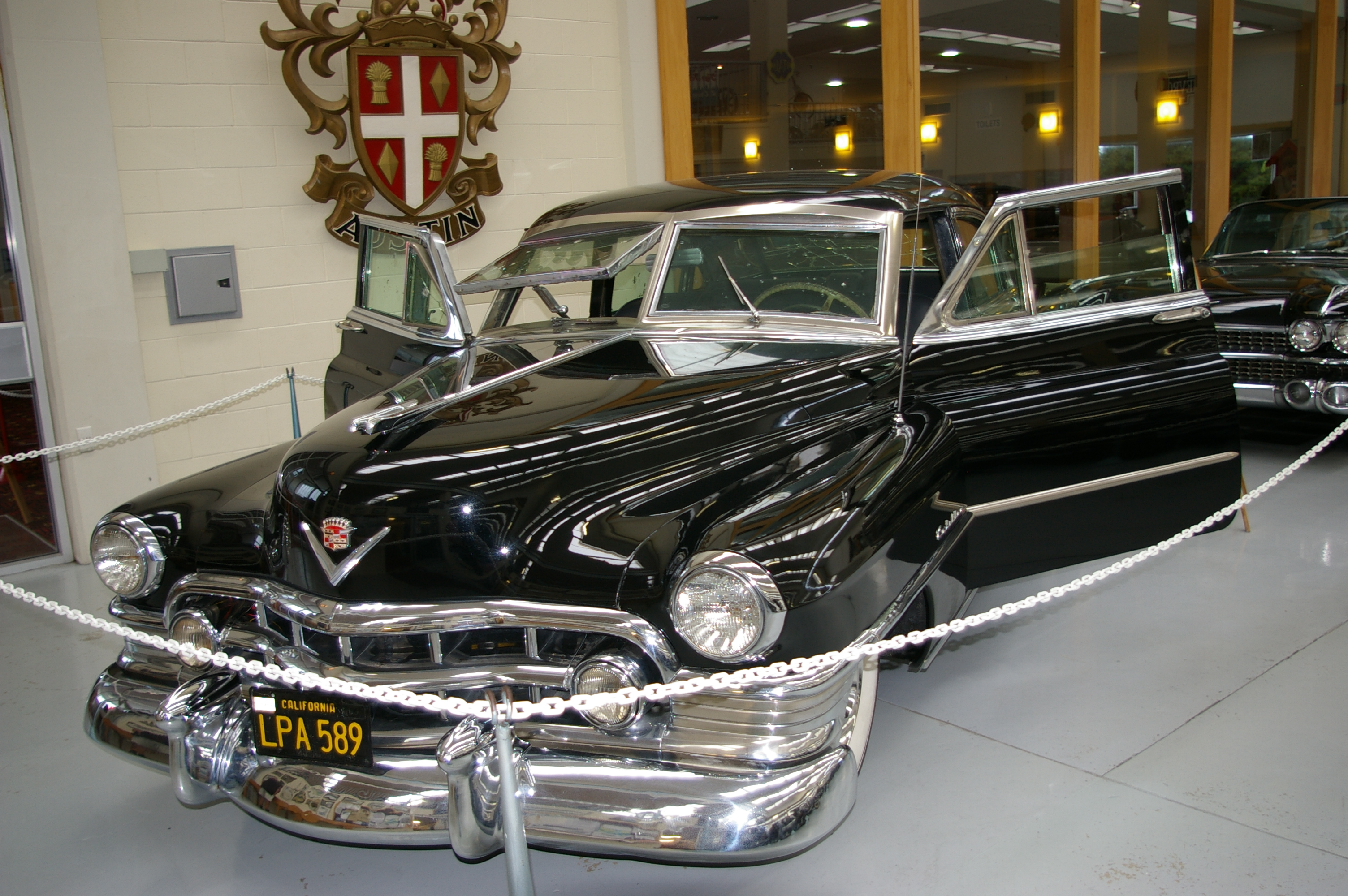
Cohens gepanzerter Cadillac

Als Cohen 1962 verhaftet und verurteilt wurde, beschlagnahmte das Los Angeles Police Department seinen schwer gepanzerten Cadillac. Dieser Wagen befindet sich heute im Southward Car Museum in Neuseeland.

## Cohen in der Populärkultur
Im Film The Two Jakes aus dem Jahr 1990 wurde Cohen in Form der fiktiven Figur Mickey Weisskopf dargestellt, die durch Rubén Blades verkörpert wurde. Ein Jahr später wurde Cohen im Film Bugsy, der sich mit dem Aufbau des Casino-Hotels Flamingo durch Bugsy Siegel befasst, von Harvey Keitel dargestellt. In L.A. Confidential von 1997 löst die Verhaftung von Mickey Cohen einen blutigen Nachfolger-Kampf aus, den der Film aus Sicht der (korrupten) Polizei dramatisiert, deren Polizeichef letztendlich selbst als drahtziehender Mobster entlarvt wird. Im Jahr 2006 fand Cohen gleich zweimal Erwähnung im Film The Black Dahlia. Zum einen wird die Boxwette, in welcher der Polizist „Bucky“ gegen sich selbst wettet, bei „einem Mann von Mickey Cohen“ platziert; zum anderen soll „ein Freund von Mickey Cohen“ gelegentlich Tippgeber des Polizisten „Lee“ sein.
Im Jahr 2011 wurde Cohen im Computerspiel L.A. Noire vom Schauspieler Patrick Fischler mittels Performance Capture dargestellt.
Im Film Gangster Squad des Jahres 2013 wird Cohen von Sean Penn verkörpert.
In der Fernseh-Serie Mob City, seit Dezember 2013, wird Cohen von Jeremy Luke verkörpert.